# Patricio de Irlanda
San Patricio(c. 385-461) (en latín: Patricius, en irlandés: Pádraig y en galés: Padrig) fue un misionero y predicador católico de Britania, tradicionalmente considerado el introductor del catolicismo en Irlanda, junto a santa Brígida y san Columba a pesar de la evidencia de presencia cristiana en la isla anterior a él; es conocido como el santo patrón de Irlanda. El santoral católico celebra el día de su fallecimiento el 17 de marzo.
Tradicionalmente se le asocia con haber utilizado el shamrock (Trifolium dubium)  —de tres hojas—, hoy símbolo oficial de Irlanda, como metáfora para explicar la Santísima Trinidad. Asimismo, se le atribuye la hazaña legendaria de haber librado la isla de serpientes, aunque en Irlanda nunca hubo serpientes. El que sea la única región de las islas británicas que no posee ofidios silvestres se debe a su separación de Gran Bretaña poco después de finalizar la última glaciación.

## Teoría de los dos Patricios
Hay una confusión respecto a la vida de San Patricio, y se debe a que Paladio (en latín: Palladius; c. 408/431-457/461), el primer obispo de los cristianos de Irlanda, y anterior a san Patricio, también fue conocido como Patricio, arrojando ciertas dudas sobre cuál de los dos fue Sen-Phátric (Senex Patricius), es decir, Patricio el Mayor.

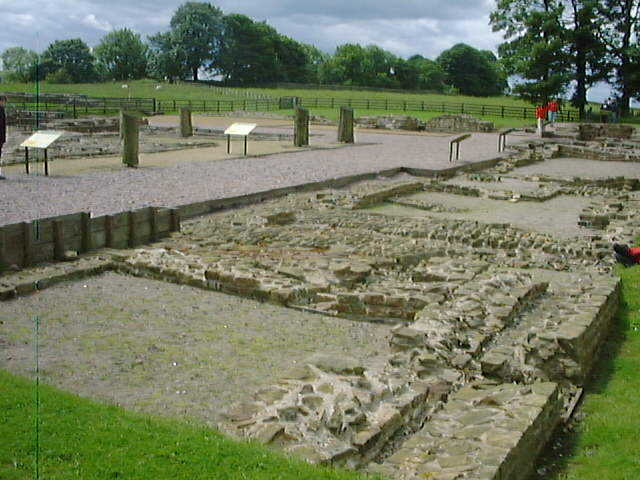
Ruinas del fuerte romano de Birdoswald, cercano a la probable casa familiar y lugar de nacimiento de san Patricio.

El académico irlandés T. F. O'Rahilly propuso la "teoría de los dos Patricios" que sugiere que muchas de las tradiciones más tarde vinculadas a San Patricio en realidad se referían al mencionado Paladio, de quien Próspero de Aquitania en su Crónica dice que fue enviado por el papa Celestino I como primer obispo de los cristianos irlandeses en 431. Paladio no fue el único clérigo temprano en la Irlanda de la época. Algunos creen que San Ciarán de Saigir, nacido en Irlanda y primer obispo de Ossory, fue su contemporáneo. Ciaran, junto con los santos Auxilio, Secundino e Isernino se asocian con las primeras iglesias en Munster y Leister. Según se desprende, Paladio habría estado activo en Irlanda hasta la década de 460.
Próspero asocia la cita de Paladio con las visitas de San Germán de Auxerre a Gran Bretaña para suprimir el pelagianismo y se ha sugerido que Paladio y sus colegas fueron enviados a Irlanda para garantizar que los pelagianos exiliados no se establecieran entre los cristianos irlandeses. El nombramiento de Paladio y sus compañeros obispos no era obviamente una misión para convertir a los irlandeses, sino que probablemente tenía la intención de ministrar a las incipientes comunidades cristianas en Irlanda. Los sitios de las iglesias asociadas a Paladio y sus colegas están cerca de los centros reales de la época: Dunshaughlin, condado de Meath, cerca de la colina de Tara donde se coronaba al rey supremo de Irlanda; Killashee, en el condado de Kildare, vinculado a los reyes de Leinster. Esta actividad se limitó al sur de Irlanda, y no hay evidencia de ellos en Úlster o Connacht.
Aunque los contactos con la Galia son claros, los préstamos del latín al antiguo irlandés muestran que los lazos con la Britania romana eran muchos. Se cree que Isernino, que parece ser de la generación de Paladio, era britano, y está asociado a las tierras de los Uí Ceinnselaig en Leinster. La misión paladiana no debe contrastarse con misiones posteriores britanas, sino que formaba parte de ellas ni el trabajo de Paladio puede equipararse al de San Patricio, como era tradicional.

## Biografía
Historiadores creen que su nombre Patricio era un apodo que le habían dado la iglesia tras volverse sacerdote siendo su nombre de nacimiento Maewyn Succat. También tanto la fecha como el lugar de nacimiento de Patricio son difíciles de determinar. Probablemente nació sobre el 389 d. C. y murió sobre el 461 d. C.. Según sus propios escritos nació en una pequeña villula cercana al vicus de Bannavem Taberniae. Aunque era claramente un britano del norte, la localización exacta del lugar ha sido muy debatida. Probablemente se trate de una de las pequeñas poblaciones cercanas al muro de Adriano, y una de las interpretaciones más verosímiles es que se trataría de una propiedad situada unos veinticuatro kilómetros hacia el interior desde Carlisle (Luguvalium), cerca del fuerte romano de Birdoswald.
Patricio era hijo de Calpurnio, un diácono cristiano que también era decurión, un alto cargo militar, además de poseer tierras y disponer de servicio. Su abuelo, Potito, también era religioso y es presentado como presbítero. Fuentes posteriores informan que su madre se llamaba Concessa y que Patricio podría tener también de nacimiento nombres de raíz britónica: Magonus o Succetus.
Cuando Patricio era todavía un adolescente, a la edad aproximada de 16 años (Conf., 1) fue hecho prisionero durante una incursión de piratas escotos, que también significó la destrucción de la casa de la familia (Epist.,10), siendo llevado a Irlanda y esclavizado. En sus escritos solo menciona un nombre de lugar que permita localizar la zona donde vivió en Irlanda: silva Flocuti, es decir, el 'bosque de Flocut', situado cerca del «mar occidental» (Conf., 23). Se han propuesto varias alternativas en las proximidades de la costa noroeste de Irlanda. Entre las que cuenta con un consenso más general está la zona antiguamente boscosa de Killala, en el condado de Mayo. En cualquier caso estuvo cautivo seis años sirviendo como pastor para su amo (Conf., 17), tiempo en el que dispuso de un maestro y muy probablemente aprendió a hablar irlandés, hasta que, según su relato, un sueño le anunció que su libertad estaba próxima y un barco le estaba esperando, por lo que decidió escapar y caminó unas doscientas millas (unos trescientos kilómetros). Esto situaría su destino en la costa sur de Irlanda, algo más coherente con sus explicaciones que un viaje hacia el oeste, es decir, en algún puerto situado entre Bantry y Wexford, donde efectivamente encontró un barco, cuyo capitán y tripulación eran paganos, quienes le admitieron, y, tras tres días de navegación, llegó a su destino.
Dada la escasez de datos concretos que ofrece Patricio en su Confessio, la siguiente es la etapa de su itinerario que ha dado lugar a más interpretaciones contrapuestas. Su descripción supone que su regreso a Britania no fue inmediato, pues tres días parece un tiempo demasiado largo para la travesía del mar de Irlanda y además se sabe que los puertos del sur de Irlanda mantenían en la época un activo comercio con la Galia, por lo que su destino más probable parece el noroeste de la península de Bretaña. Existe una arraigada tradición que sitúa a Patricio visitando muy diferentes lugares, ya sea en la Galia, como Auxerre, o incluso más alejados, como el monasterio de Lérins en la isla Saint-Honorat, o la misma ciudad de Roma posteriormente durante su estudio como religioso.. Su narración describe un itinerario de veintiocho días a través de tierras salvajes y desiertas hasta llegar a un lugar habitado (Conf., 22). La estancia inicial en la Galia se infiere, sin que se pueda descartar hasta qué punto tradiciones posteriores estén basadas en sucesos reales, del hecho de que es el único otro lugar mencionado explícitamente en sus escritos (Conf., 43 y Epist., 14), y también de que el latín que emplea parece presentar características que solo pueden haberse aprendido allí, aunque el argumento depende de la relación entre el latín hablado y el escrito por Patricio, que es el que conocemos, de lo prolongada que pudiera haber sido su estancia, así como de la persistencia del latín vulgar común en la Britania del siglo V. También es complicada la cronología, y el contexto de un viaje por tierras desérticas en el continente se ha intentado relacionar tanto con las invasiones que sufrió la Galia en el año 407, como con la rebelión de los armoricanos de Tibatto en 437.
Una vez de regreso en su casa, con poco más de veinte años, Patricio continuó estudiando el cristianismo, se trasladó a Auxerre, y visitó Tours y Lerins, siendo ordenado sacerdote por San Germán de Auxerre. Tras una visión, se decidió a regresar a Irlanda como misionero y se acabó convirtiendo en predicador del Evangelio en Irlanda, isla que en esos tiempos se encontraba dividida en numerosos clanes sometidos a la poderosa autoridad de los druidas. Se adaptó muy bien a las condiciones sociales del lugar, formando un clero local y varias comunidades cristianas, respetando las tradiciones y costumbres propias de sus habitantes. Se le conoce como el Apóstol de Irlanda, donde se creía que murió de vejez hacia el año 461 aunque análisis modernos sugieren una fecha posterior, hacia 493.

## San Patricio y el Arcángel Miguel
San Patricio logro apartar al pueblo del paganismo, del culto a los ídolos y espectros; venció y destruyó los fetiches que adoraban, expulsó a los demonios y espíritus malignos y sacó al pueblo de las tinieblas del pecado y del vicio conduciéndolos hacia la luz de la fe y de las buenas obras.  
La tradición oral registrada por los monjes irlandeses, dice que San Patricio invocó con los brazos levantados el auxilio celestial, invocando a San Miguel Arcángel, y los cielos se iluminaron apareciendo un ejército celestial en la cima bajo el mando del Arcángel, luchando contra los demonios, y empujándolos con el fin de expulsarlos y derrotarlos, lográndolos enviar hasta la costa suroeste de Irlanda, a un peñasco aislado, retirado en el Atlántico. Después del exterminio, los espíritus celestes se congregaron en torno de su general y regresaron al Cielo.
Años después, en el 588 se construyó y fundó un monasterio en la Isla Skelling Michael, que se encuentra en la ladera sur de la elevación nororiental de la isla, a una altitud de 180 metros, al cual se accede a través de 270 escalones tallados por los monjes y que durante 6 siglos logró ser un importante centro del monástico en Irlanda.

## Escritos
Se conservan dos escritos procedentes de Patricio: la Confessio y la Epistola ad milites Corotici. El título de la primera procede del propio autor, mientras que el de la segunda se deduce de su contenido, ya que es una Carta dirigida a los soldados de Coroticus, y se debe a que un grupo de conversos que Patricio había bautizado fueron asesinados o capturados como esclavos por Coroticus, generalmente identificado con Ceretic Guletic, el primero de los reyes conocidos del Reino de Strathclyde.
La Confessio, escrita para contestar a las acusaciones vertidas contra él por otros obispos por supuesta corrupción, enriqueciéndose a costa de los conversos, cobrando por bautizos y ordenaciones sacerdotales, es un relato de la vida y viajes de Patricio, narración acompañada de sus meditaciones en un estilo reflexivo que podría remontarse al modelo de las epístolas de san Pablo. Se conserva en varios manuscritos medievales, el más antiguo de los cuales es el Libro de Armagh, datado algo después del año 800.

## Festividades y legado
Su fiesta, el Día de San Patricio, se celebra el 17 de marzo y tiene mucho arraigo en Irlanda, de donde es patrón.
San Patricio tuvo que explicar una vez lo que era la Santísima Trinidad. Para que todos lo entendieran, utilizó un trébol como muestra, explicando que la Santísima Trinidad, al igual que el trébol, era una misma unidad, pero con tres personas diferentes. La primera hoja de trébol era el Padre, la segunda era el Hijo y la última el Espíritu Santo. Luego de ello, el trébol de tres hojas que representa a las tres personas de la Trinidad, pasó a ser un símbolo de la iglesia de Irlanda.
San Patricio escribió una carta de agradecimiento que decía lo siguiente:

Sin cesar doy gracias a Dios que me mantuvo fiel el día de la prueba. Gracias a Él puedo hoy ofrecer con toda confianza a Cristo, quien me liberó de todas mis tribulaciones, el sacrificio de mi propia alma como víctima viva, y puedo decir: ¿Quién soy yo, y cuál es la excelencia de mi vocación, Señor, que me has revestido de tanta gracia divina? Tú me has concedido exultar de gozo entre los gentiles y proclamar por todas partes tu nombre, lo mismo en la prosperidad que en la adversidad. Tú me has hecho comprender que cuanto me sucede, lo mismo bueno que malo, he de recibirlo con idéntica disposición, dando gracias a Dios que me otorgó esta fe inconmovible y que constantemente me escucha. Tú has concedido a este ignorante el poder realizar en estos tiempos esta obra tan piadosa y maravillosa, imitando a aquellos de los que el Señor predijo que anunciarían su Evangelio para que llegue a oídos de todos los pueblos. ¿De dónde me vino después este don tan grande y tan saludable: conocer y amar a Dios, perder a mi patria y a mis padres y llegar a esta gente de Irlanda, para predicarles el Evangelio, sufrir ultrajes de parte de los incrédulos, ser despreciado como extranjero, sufrir innumerables persecuciones hasta ser encarcelado y verme privado de mi condición de hombre libre, ¿por el bien de los demás?

Dios me juzga digno de ello, estoy dispuesto a dar mi vida gustoso y sin vacilar por su nombre, gastándola hasta la muerte. Mucho es lo que debo a Dios, que me concedió gracia tan grande de que muchos pueblos renacieron a Dios por mí. Y después les dio crecimiento y perfección. Y también porque pude ordenar en todos aquellos lugares a los ministros para el servicio del pueblo recién convertido; pueblo que Dios había llamado desde los confines de la tierra, como lo había prometido por los profetas: A ti vendrán los paganos, de los extremos del orbe, diciendo: «Qué engañoso es el legado de nuestros padres, qué vaciedad sin provecho». Y también: Te hago luz de las naciones, para que mi salvación alcance hasta el confín de la tierra.

Allí quiero esperar el cumplimiento de su promesa infalible, como afirma en el Evangelio: Vendrán de Oriente y Occidente y se sentarán con Abraham, Isaac, Jacob.
Confesión de san Patricio, Caps. 14-16: PL 53, 808-809.

## Cruces asociadas con el santo
Existen dos tipos de cruces asociadas con san Patricio. Una es la cruz patada, datada cerca del año 1461. En 1783 se fundó la Orden de San Patricio en Irlanda, y a esta se debe el origen de la Cruz de San Patricio, una cruz en forma de X roja sobre fondo blanco.

## Devoción en otros países
En España es patrón de la ciudad de Murcia y su antiguo reino, debido a que la reconquista de estos territorios se produjo el día de la festividad del santo del año 1452, tras la victoria obtenida por las tropas cristianas de Juan II de Castilla en la batalla de Los Alporchones. También es patrón de la localidad granadina de Albuñol debido a que, según la tradición, apareció una imagen del santo en la playa proveniente de los restos de un naufragio de un barco irlandés. Así mismo, su nombre figura entre las celebraciones del Calendario de Santos Luterano. En México, tras la llegada de inmigrantes irlandeses que conformaron el batallón de San Patricio, la festividad de San Patricio pasó a ser introducida.

## Patricio en la literatura
Patricio es protagonista de la comedia religiosa El purgatorio de San Patricio (1636) de Pedro Calderón de la Barca, inspirada en la narración Vida y purgatorio de San Patricio (1627) de Juan Pérez de Montalbán.

## Investigaciones más recientes
En 2012, el investigador de la University College Dublin, Roy Flechner, publicó una investigación en la que ponía en duda lo escrito por el propio Patricio respecto a su captura por piratas. El estudio sugiere que Patricio podría haberse escapado a Irlanda para evitar tener que ocupar el puesto de su padre como decurión, o recaudador de impuestos, un cargo de facto hereditario, que resultaba ser una tarea cada vez más arriesgada por el aumento de la inestabilidad política y económica en Britania, que culminaría en 410 con el colapso de la ocupación romana de la isla de Gran Bretaña. Entre los argumentos esgrimidos por este investigador, están las acusaciones vertidas contra él, tal y como señala el propio Patricio, por sus contemporáneos, de haber ido a Irlanda para enriquecerse y de ser ya un hombre acaudalado a su regreso a Irlanda.

## También
- Lorica de san Patricio